# Шеневерде
Шеневерде (њем. Schönewörde) општина је у њемачкој савезној држави Доња Саксонија. Једно је од 41 општинског средишта округа Гифхорн. Према процјени из 2010. у општини је живјело 958 становника. Посједује регионалну шифру (AGS) 3151026.

## Географски и демографски подаци
Шеневерде се налази у савезној држави Доња Саксонија у округу Гифхорн. Општина се налази на надморској висини од 63 метра. Површина општине износи 17,7 km². У самом мјесту је, према процјени из 2010. године, живјело 958 становника. Просјечна густина становништва износи 54 становника/km².